# Konzulat Republike Slovenije v Hamburgu
Konzulat Republike Slovenije v Hamburgu je diplomatsko-konzularno predstavništvo (konzulat) Republike Slovenije s sedežem v Hamburgu (Nemčija); spada pod okrilje Veleposlaništvu Republike Slovenije v Nemčiji.
Trenutni častni konzul je Kai Wünsche.